# ゾフィープロダクツ
株式会社ゾフィープロダクツは、かつて吉本興業のセグメント子会社で、主にテレビ・ラジオ番組やコンテンツの企画を行っている制作プロダクションである。

## 概要
2016年10月に当社の制作事業をよしもとブロードエンタテインメントに吸収合併された。

## 役員
- 代表取締役社長：河井泉
- 取締役常務：新堂裕彦
- 取締役：生沼教行
- 取締役：齋藤克（株式会社よしもとブロードエンタテインメント）
- 取締役：岡田公伸
- 監査役：山中和貴
- 監査役：松島裕治

## 主な制作協力番組
特に記述がない場合は毎日放送。

### 現在放送中の作品
（2014年現在）

#### テレビ（現在）
レギュラー
- よしもと新喜劇
- メッセンジャー&なるみの大阪ワイドショー
- 歌ネタ王決定戦
- せやねん!
- ごぶごぶ

特番
- 吉本芸人が1番ええ店教えます 大阪最強の穴場ツアー
- 吉本陸上競技会
- オールザッツ漫才
- 春一番!笑売繁盛
- 上方漫才トラディショナル
- キングオブコント

### これまで放送された作品

#### テレビ（過去）
レギュラー
- ジャイケルマクソン
- 麒麟の部屋
- パテナの神様
- なまみつ
- よしもとサンサンTV（SUN-TV）
- 真夜中パンチィ
- 枠アリ!
- 旅は道ヅレ
- やかせて!ソーセージ
- ソガのプワジ
- 関西バンザイTV まぶしいチカラ→千原ジュニアのまぶしいチカラ
- ガップリ!〜京からよろしく〜
- 千鳥のぼっけぇTV!（GAORA）
- 銀シャリの5UPベイベー（GAORA）
- 5UPロケ太郎（GAORA）
- ロケみつ 〜フライデー〜

特番
- OSAKA漫才ヴィンテージ
- NoコントNoライフ（TBS）
- 島の人とロンブーがTV作っちゃいましたSP
- オロナミンCキングオブコント2008（TBS）
- オロナミンCキングオブコント2008〜コント頂上決戦〜
- オロナミンCキングオブコント2008〜生決戦直前SP〜（TBS）
- リスペクト〜あなたがいたから私がいる〜
- 史上空前!! 笑いの祭典 ザ・ドリームマッチ（TBS）
- NoコントNoライフ（TBS）
- 新喜劇すー

#### ラジオ（過去）
- よしもとオンライン大阪

#### その他（過去）
- キングオブコント2008（事務局運営）
- キングオブコント2009（事務局運営）
- キングオブコント2010（事務局運営）
- キングオブコント2011（事務局運営）
- キングオブコント2012（事務局運営）
- キングオブコント2013（事務局運営）